# Casa consistorial de Tarazona
La Casa Consistorial de Tarazona (Provincia de Zaragoza, España) es un monumental edificio renacentista. Casa consistorial (del latín tardío consistorium, 'lugar de reunión'), casas municipales o casas del ayuntamiento son denominaciones para el edificio del ayuntamiento o de la institución semejante que ejerza el gobierno local (concejo, cabildo, cámara municipal, etc.).

## Historia
El edificio fue construido entre los años 1557 y 1563 en la plaza Mayor o del Mercado, para cumplir la función de Lonja, mirador de bueyes y graneros puesto que la ciudad ya tenía unas Casas del Concejo en la actual plaza de la Cárcel Vieja. El edificio, apoyado en la parte posterior en los sillares de la muralla, originalmente estaba exento, pero que hoy se encuentra situado entre medianerías. A mediados del siglo XVII este edificio pasó a ser utilizado como casa consistorial.

## Descripción
Interiormente ha sufrido muchas reformas, por lo que toda la atención se centra en su magnífica fachada principal. 

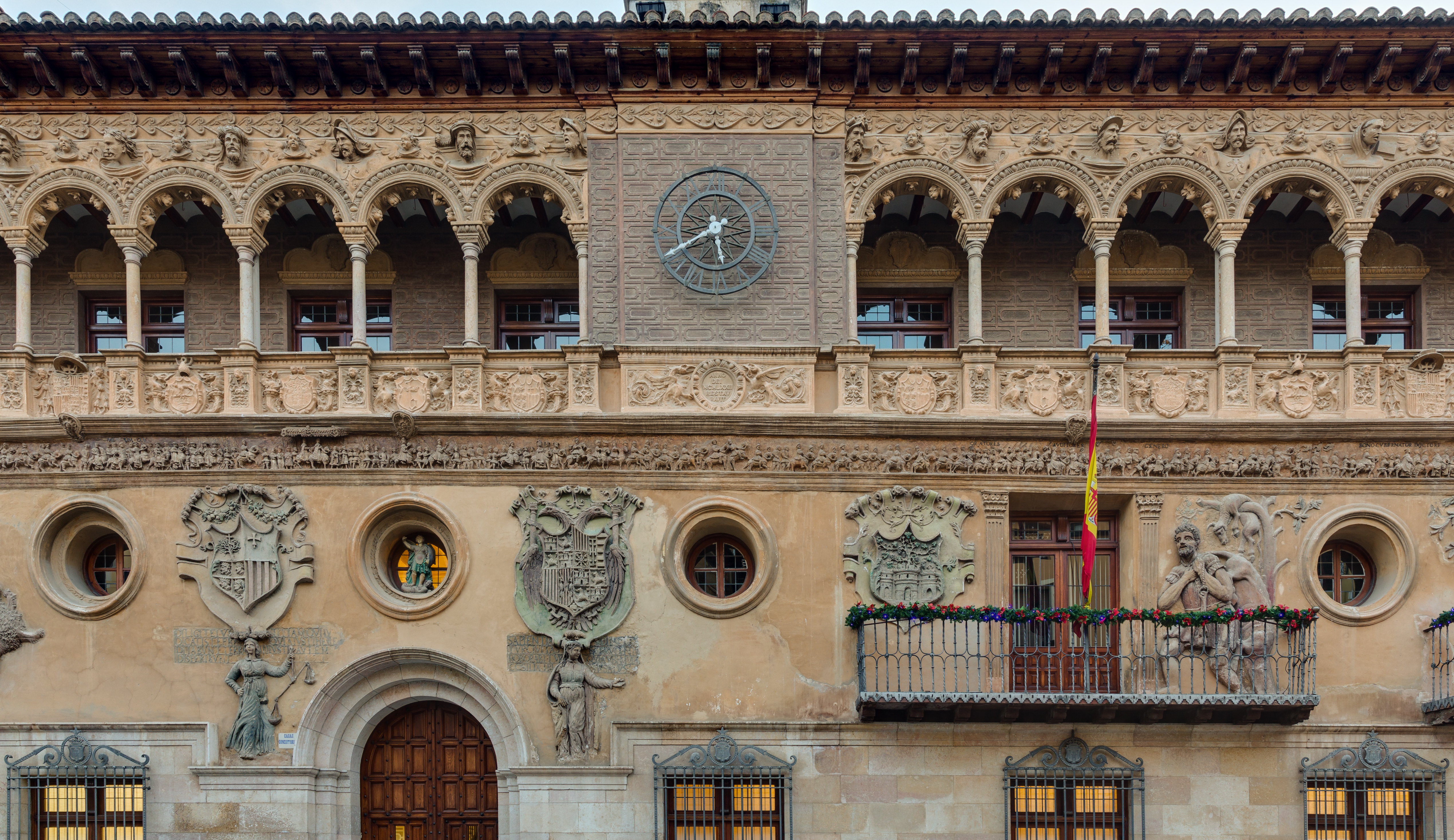
Detalle de la fachada.

La fachada se organiza en tres pisos, siendo el superior obra de Fernando Chueca, realizada en 1969 a imitación de la galería alta del claustro del Monasterio de Veruela. Bajo dicha galería un interesante friso en relieve nos relata la entrada triunfal del papa Clemente VII y Carlos V en Bolonia en 1530 para ser este coronado como Emperador del Sacro Imperio Romano Germánico. 
El segundo piso cuenta con balcones corridos y óculos para la iluminación de la planta noble, flanqueados por los escudos imperial, aragonés y turiasonense y la representación de los personajes mitológicos Hércules y Caco junto a otro protagonista de la leyenda fundacional de la ciudad, que ha sido objeto de diversas identificaciones. 
Finalmente el piso bajo alberga la entrada principal en arco de medio punto, y seis grandes ventanales cerrados con rejas. Sobre la entrada principal se sitúan las alegorías del buen gobierno, la Justicia y la Prudencia.